# 櫻井智章
櫻井 智章（さくらい ともあき、1977年6月 - ）は、日本の法学者。甲南大学法学部教授。博士(法学)。専門は憲法。日本公法学会所属。

## 略歴
- 1977年6月 - 山口県生まれ
- 2000年3月 - 京都大学法学部卒業
- 2005年4月 - 京都大学法学部助手
- 2007年4月 - 甲南大学法学部准教授
- 2009年3月 - 京都大学大学院法学研究科博士後期課程修了(博士(法学))。タイトルは『防御権としての基本権論』[1]。
- 2016年4月-現在 - 甲南大学法学部教授

## 論文
- 櫻井智章「デーラーとガイガーと連邦憲法裁判所 : 「基本法に与えたバイエルン憲法の影響」補遺」『甲南法学』第59巻第3-4号、甲南大学法学会、2019年3月、47-90頁、doi:10.14990/00003285、ISSN 0452-4179、NAID 120006603619。
- 櫻井智章「バイエルン憲法裁判所について(1)職業裁判官・民衆訴訟・占領米軍」『甲南法学』第55巻第1-2号、甲南大学法学会、2014年11月、29-71頁、doi:10.14990/00001606、ISSN 0452-4179、NAID 120005620944。
- 櫻井智章「バイエルン憲法裁判所について(二) : 職業裁判官・民衆訴訟・占領米軍」『甲南法学』第55巻第3号、甲南大学法学会、2015年1月、29-69頁、doi:10.14990/00001612、ISSN 0452-4179、NAID 120005620947。
- 櫻井智章「バイエルン憲法裁判所について(三)・完 : 職業裁判官・民衆訴訟・占領米軍」『甲南法学』第55巻第4号、甲南大学法学会、2015年3月、69-109頁、doi:10.14990/00001617、ISSN 0452-4179、NAID 120005620949。
- 櫻井智章「参議院「一票の格差」「違憲状態」判決について」『甲南法学』第53巻第4号、甲南大学法学会、2013年3月、507-555頁、doi:10.14990/00000756、ISSN 0452-4179、NAID 110009555694。
- 櫻井智章「事情の変更による違憲判断について」『甲南法学』第51巻第4号、甲南大学法学会、2011年3月、795-821頁、doi:10.14990/00000793、ISSN 04524179、NAID 110008678117。